# 中村高一
中村 高一（なかむら たかいち、1897年〈明治30年〉7月31日 - 1981年〈昭和56年〉7月27日）は、日本の弁護士、政治家。衆議院議員（社会党、当選8回）。日本社会党顧問。衆議院副議長（第41代）を務めた。弁護士として社会運動や人権活動に取り組んだ。

## 来歴
東京府西多摩郡西秋留村（現在の東京都あきる野市）出身。中村作兵衛の六男。東京府立第二中学校出身。1922年、弁護士試験に合格。1923年、早稲田大学法学部英法科卒業。弁護士開業。1930年、労農党中央執行委員。1936年、社会大衆党中央執行委員。早くから自由法曹団に参加し、自由法曹団事件で検挙された。
東京市会議員を経て、1937年の第20回衆議院議員総選挙に東京7区から出馬し当選。1942年の第21回衆議院議員総選挙では非推薦で立候補して落選した。翌年、東京都発足による第1回東京都議会議員選挙では北多摩郡選挙区から立候補して当選した。
戦後、日本社会党に入党するも公職追放に遭う。追放解除後は衆議院懲罰委員会理事などの要職を歴任し、1960年に正木清の辞任に伴い第41代衆議院副議長に就任。1967年の第31回衆議院議員総選挙で落選し、以後は弁護士活動に専念する。
弁護士としては、総評弁護団の中心メンバーとして活動する傍ら帝銀事件弁護団にも参加。1976年、磯部常治の死去に伴い、平沢貞通主任弁護人に就任。1981年、死去。平沢の主任弁護人は遠藤誠に引き継がれた。

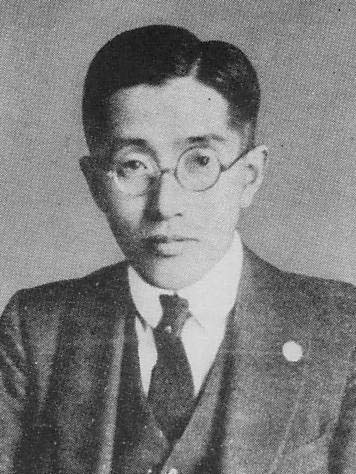
中村の東京市議選の応援演説をした山本宣治。

## 人物

### 人柄
- 趣味は碁、将棋、俳句[1]、柔道、剣道、スポーツ[3]、読書[7]。宗教は禅宗[1][3][4][8]。住所は東京都武蔵野市吉祥寺本町1丁目[1]。早稲田大学雄弁会OBである。

### 備考
- 第1回普通選挙に無産党の代議士として京都府から選出された山本宣治は、1929年3月、中村の東京市議選の応援演説をして旅館に帰ったところ、右翼団体「七生義団」の黒田保久二によって暗殺された[9]。
- 1960年10月11日、社会党委員長浅沼稲次郎は、中村の三多摩からの立候補の応援演説に来たが、その翌日、日比谷公会堂での三党首立合演説会で山口二矢に暗殺された[10]。
- 日本国憲法下で25回の衆議院解散が執行されているが、その中で1960年10月24日の第1次池田内閣での解散の際に本会議場で解散詔書を朗読したのが衆議院副議長だった中村であった[11]。戦前の大日本帝国憲法下での18回と併せ、通算43回の衆議院解散で副議長が解散詔書を朗読したのはこの時の中村によるただ一度きりである。

## 家族・親族
中村家
中村高一の長男の中村護や孫の中村一郎（東京弁護士会）も弁護士である。長男の中村護は1955年、武蔵野市吉祥寺本町に「中村法律事務所」を開設した。1960年、事務所を現在の場所（武蔵野市吉祥寺東町）に移転した。1967年、付属機関「中村法律研究室」を設立した。司法試験の受験指導に当たった。2007年、孫の中村一郎が2代目所長に就任した。
- 父・作兵衛[7][8] - 東京府西多摩郡西秋留村（現在の東京都あきる野市）の人。
- 弟・正 - 農協の組合長や西多摩郡選出の都議会議員を務めた。
- 妻・あや子（1905年 - ?）[7]
- 長女[4][7]
- 長男・護（1927年 - ?、弁護士）[1]
- 次女[4][7]
- 三女[4][7]
- 孫